# Państwowy Komitet ds. Statystyki Republiki Azerbejdżanu
Państwowy Komitet ds. Statystyki Republiki Azerbejdżanu, także Państwowy Komitet Statystyczny Republiki Azerbejdżanu (azer. Azərbaycan Respublikası Dövlət Statistika Komitəsi) – agencja rządowa Republiki Azerbejdżanu z siedzibą w Baku utworzona 18 lutego 1994 roku i powołana do celów statystycznych.
Przewodniczącym agencji jest Budagov Tahir Yagub.
W skład systemu statystycznego Azerbejdżanu, oprócz administracji w Baku, wchodzą między innymi: Urząd Statystyczny Nachiczewańskiej Republiki Autonomicznej (azer. Naxçıvan Muxtar Respublikası Dövlət Statistika Komitəsi), Biuro Statystyczne Miasta Baku (azer. Bakı Şəhər Statistika idarəsi) i 71 biur rejonowych.